# Alwara Höfels

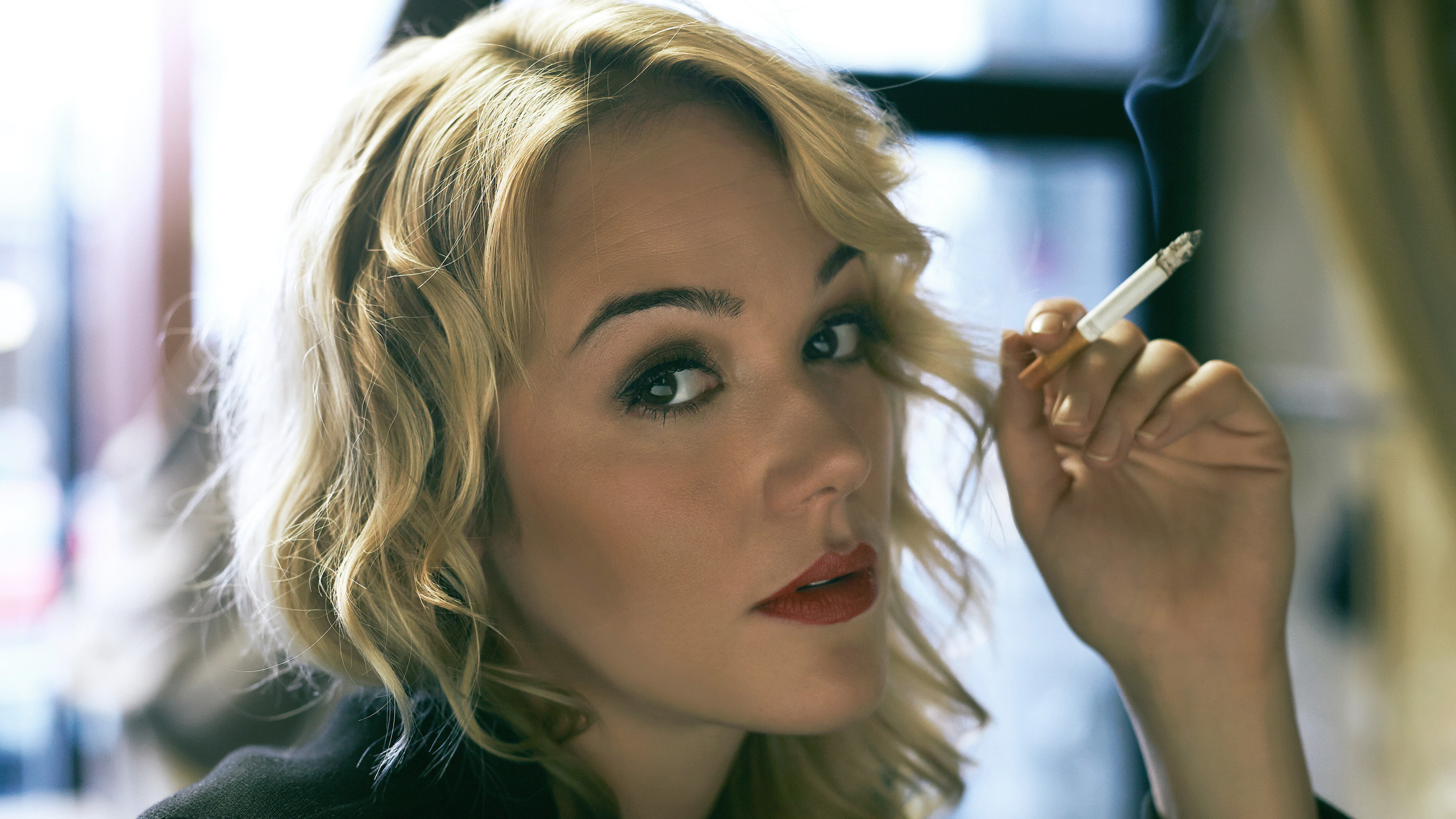
Alwara Höfels (2015)

Alwara Höfels (* 6. April 1982 in Kronberg im Taunus) ist eine deutsche Schauspielerin. Höfels arbeitet sowohl vor der Kamera als auch auf der Theaterbühne.

## Leben
Alwara Höfels ist die Tochter des Schauspielerpaares Klara Höfels (1949–2022) und Michael Greiling (* 1950). Von 2002 bis 2007 studierte sie Schauspiel an der Hochschule für Schauspielkunst „Ernst Busch“ Berlin. Von 2006 bis 2009 gehörte sie zum festen Ensemble am Deutschen Theater Berlin und arbeitete dabei mit den Regisseuren Jürgen Gosch und Christoph Mehler zusammen.
Im Jahr 2007 gab sie in der Komödie Keinohrhasen von Til Schweiger in der Rolle der Miriam ihr Kinodebüt. Es folgten Haupt- und Nebenrollen in Fernseh- und Kinoproduktionen wie Phantomschmerz, Fack ju Göhte und Frau Müller muss weg! Von 2016 bis 2018 spielte sie an der Seite von Karin Hanczewski und Martin Brambach eine Kommissarin der Fernsehreihe Tatort für den MDR. Ihr Ausscheiden nach dem sechsten Fall Wer jetzt allein ist begründete die Schauspielerin mit unterschiedlichen Auffassungen zum Arbeitsprozess. 2020 war sie neben Katharina Wackernagel und Marc Benjamin Puch in dem Sat.1-Film Zerrissen – Zwischen zwei Müttern zu sehen. Die erfolgreiche Komödie Mein Freund, das Ekel von 2019, in der Höfels neben Dieter Hallervorden zu sehen war, wurde 2021 mit einer sechsteiligen Fernsehserie fortgesetzt.

## Filmografie

### Kino
- 2007: Keinohrhasen
- 2009: Phantomschmerz
- 2010: Die Fremde
- 2011: Blutzbrüdaz
- 2011: Mein Bruder, sein Erbe und ich
- 2011: Einer wie Bruno
- 2012: Fünf Freunde
- 2013: Fack ju Göhte
- 2015: Frau Müller muss weg!
- 2015: Fack ju Göhte 2
- 2018: Meine teuflisch gute Freundin
- 2018: So viel Zeit
- 2019: Das Leben meiner Tochter
- 2020: Max und die wilde 7
- 2020: Zerrissen – Zwischen zwei Müttern
- 2023: WOW! Nachricht aus dem All

### Fernsehen
- 2007: GSG 9 – Ihr Einsatz ist ihr Leben (TV-Serie, Folge 1x12)
- 2008: Post Mortem – Beweise sind unsterblich (TV-Serie, Folge 2x04)
- 2008: Werther
- 2008: Bella Block: Das Schweigen der Kommissarin, Teil 1 und Teil 2
- 2009: Rahel – Eine preußische Affäre
- 2009: Tatort – Architektur eines Todes
- 2009: Mein Flaschengeist und ich
- 2009: Rahel – eine preußische Affäre
- 2010: Der Uranberg
- 2010–2012: Allein gegen die Zeit (TV-Serie, 23 Folgen)
- 2010: Der Doc und die Hexe
- 2010: Mord mit Aussicht (TV-Serie, Folge 1x10)
- 2010: SOKO Leipzig (TV-Serie, Folge 15x10)
- 2011: Der Uranberg
- 2011: Weihnachtsengel küsst man nicht
- 2012: Tatort – Schmuggler
- 2012: Wilsberg: Die Bielefeld-Verschwörung
- 2012: Tatort – Alles hat seinen Preis
- 2012: Überleben an der Wickelfront
- 2013: Der Tatortreiniger (TV-Serie, Folge 2x02)
- 2013: Krokodil
- 2013: Mord nach Zahlen
- 2013: Der Alte (TV-Serie, Folge 370)
- 2014: Tatort – Der Eskimo
- 2014: Einmal Bauernhof und zurück
- 2014: Die Fischerin
- 2014: Dr. Gressmann zeigt Gefühle
- 2015: Sturköpfe
- 2016: Das Programm
- 2016–2018: Tatort – Team Sieland, Gorniak und Schnabel
  - 2016: Auf einen Schlag
  - 2016: Der König der Gosse
  - 2017: Level X
  - 2017: Auge um Auge
  - 2018:  Déjà-vu
  - 2018: Wer jetzt allein ist
- 2016: Mein Sohn, der Klugscheißer
- 2016: Der Andere
- 2017: Das doppelte Lottchen
- 2017: Harter Brocken – Die Kronzeugin
- 2018: Aufbruch in die Freiheit
- 2018: Keiner schiebt uns weg
- 2019: Mein Freund, das Ekel
- 2019: Eine Klasse für sich
- 2021: Mein Freund, das Ekel (TV-Serie, 6 Folgen)
- 2022: Der Tod kommt nach Venedig
- 2023: Nackt über Berlin (TV-Serie, 6 Folgen)
- 2024: Pärchenabend
- 2024: Reisen mit Muddi (TV-Serie, 6 Folgen)

## Engagements am Theater
jeweils am Deutschen Theater (Berlin)
- 2006/2007: Opfer vom Dienst, Regie: Christoph Mehler
- 2006/2007: Ein Sommernachtstraum von Shakespeare, Regie: Jürgen Gosch
- 2006/2007: Motortown von Simon Stephens, Regie: Christoph Mehler
- 2007/2008: Mobil von Sergi Belbel,  Regie: Ingo Hülsmann
- 2007/2008: Weine nicht, Theateradaption des Romans No llores, mi querida – Weine nicht, mein Schatz von André Pilz, Regie: Robert Borgmann[7]
- 2008/2009: Pornographie von Simon Stephens, Regie: Christoph Mehler
- 2008/2009: Caligula von Albert Camus, Regie: Jette Steckel[8]
- 2009: Donna Davison von Thomas Jonigk, Regie: Hannah Rudolph[9]
- 2009: Baal von Bertolt Brecht, Regie: Christoph Mehler

## Auszeichnungen
- 2014: Hessischer Fernsehpreis für ihre Darstellung in Die Fischerin und Dr. Gressmann zeigt Gefühle